# Monanthotaxis angustifolia
Monanthotaxis angustifolia är en kirimojaväxtart som först beskrevs av Arthur Wallis Exell, och fick sitt nu gällande namn av Bernard Verdcourt. Monanthotaxis angustifolia ingår i släktet Monanthotaxis och familjen kirimojaväxter. Inga underarter finns listade i Catalogue of Life.